# Learn To Let Go
«Learn to Let Go» es una canción de la cantautora estadounidense Kesha. Aparece en su tercer álbum de estudio, Rainbow (2017). Fue lanzada como el tercer sencillo del álbum el 28 de julio de 2017. Se lanzaron remixes digitales en todo el mundo el 10 de noviembre de 2017.

## Composición
Kesha se inspiró para escribir "Learn to Let Go" en una de sus amigas que pasó por "la peor infancia imaginable". La canción fue la primera que se escribió para el álbum y también se basó en las dificultades de Kesha mientras hacía Rainbow. Sobre la canción, Kesha le dijo a HuffPost:

[...] La única manera de evolucionar verdaderamente es dejar que el pasado sea el pasado y seguir adelante con el corazón abierto. Si dejas que tus demonios te persigan, te perseguirán para siempre. Aprende de tus errores, pero no te obsesiones con ellos, y si sientes que alguien te ha hecho daño, deja que ese sea su problema, no el tuyo. Por mucho que nuestro pasado cree quienes somos, no podemos dejar que nos defina o nos frene. Y especialmente si has pasado por algo difícil, y todos lo hemos pasado, no puedes aferrarte al resentimiento porque es como un veneno. Tienes que aprender a dejar ir esos malos sentimientos y seguir adelante.
Kesha

También ha descrito el título de la canción como "uno de mis mantras de los últimos años".

## Videoclip
El video musical de "Learn to Let Go" fue lanzado el 27 de julio de 2017. En el video, Kesha comparte imágenes de un video casero de ella misma cuando era niña, corriendo en la naturaleza, cantando y bailando salvajemente. El oso de Costco aparece en el video.

## Presentaciones en directo
La canción se interpretó por primera vez en vivo en los MTV Europe Music Awards de 2017 el 12 de noviembre. El 14 de noviembre, Kesha interpretó la canción en vivo en el BBC Radio 1 Live Lounge, así como una versión de la canción "Silence" de Marshmello con Khalid.
Kesha apareció en The Graham Norton Show para interpretar su canción en vivo el 24 de noviembre.

## Desempeño comercial
A pesar de no haber sido publicado como sencillo en Norteamérica, "Learn to Let Go" debutó en el puesto número 97 de la edición del Billboard Hot 100 de Estados Unidos del 8 de agosto de 2017 como sencillo promocional. También alcanzó el puesto número 81 en el Canadian Hot 100.

## Reconocimiento
| Medios | Lista                      | Puesto | Ref.  |
| ------ | -------------------------- | ------ | ----- |
| Dazed  | The 20 Best Tracks of 2017 | 12     | [ 5 ] |

## Lista de Canciones
Descarga digital y Streaming:
1. "Learn to Let Go" – 3:38

Descarga digital y Streaming (Remixes):
1. "Learn to Let Go" (Feenixpawl remix) – 3:22
2. "Learn to Let Go" (Michael Brun remix) – 3:37

## Listas
| Listas (2017)                          | Peak |
| -------------------------------------- | ---- |
| Canadá (Canadian Hot 100)              | 81   |
| New Zealand Heatseekers (RMNZ)         | 6    |
| Escocia (Scottish Singles Sales Chart) | 30   |
| Estados Unidos (Billboard Hot 100)     | 97   |

## Certificaciones
Actualmente, «Learn Yo Let Go» es "oro" en EE. UU. por la RIAA, vendiendo más de 500.000 unidades en dicho país.

## Historial de lanzamientos
| Regiones | Fecha                   | Formatos         | Versión     | Discográfica | Ref.   |
| -------- | ----------------------- | ---------------- | ----------- | ------------ | ------ |
| Varias   | 28 de julio de 2017     | Descarga digital | Original    | Kemosabe     | [ 11 ] |
| Varias   | 10 de noviembre de 2017 | Descarga digital | The remixes | Kemosabe     | [ 12 ] |